# Síndrome del destret respiratori neonatal

Raig X amb la síndrome del destret respiratori neonatal.

La síndrome del destret respiratori neonatal o síndrome de la dificultat respiratòria neonatal o malaltia de la membrana hialina és el dèficit de surfactant pulmonar que ocasiona problemes en els pulmons immadurs del nadó. Els primers símptomes apareixen en les primeres hores de vida extrauterina.
La síndrome no sempre es pediàtrica, ja que es pot donar també en adults. En aquests casos, les causes poden ser mot diverses: traumatisme pulmonar, sobredosi de drogues, infeccions (especialment per micoplasmes), embolisme gras, aspiració, estat de xoc, etc.

## Factors de risc
Entre els factors que afecten a l'estat de desenvolupament pulmonar en néixer s'inclouen la prematuritat, la diabetis materna i factors genètics (raça blanca, història de síndrome del destret respiratori en germans i sexe masculí). Les malformacions toràciques, com una hèrnia diafragmàtica, també poden augmentar el risc de dèficit de surfactant.
Els factors que poden alterar de forma greu la producció, alliberació o funció del surfactant inclouen l'asfíxia perinatal en nounats prematurs i la cesària sense treball de part.

## Diagnòstic
En el nounat prematur amb Síndrome de Distrés Respiratori s'observaran símptomes que inclouen taquipnea, retraccions, aleteig nasal, respiració sibilant (amb só de xiulet), cianosi, edema pulmonar i perifèric.

## Tractament

### Tractament preventiu
L'administració de tractament prenatal amb corticoides a totes les dones embarassades a les 24-34 setmanes de gestació que corrin un risc elevat de donar a llum prematurament en els 7 dies següents.

### Tractament secundari
- Administració de surfactant
- Oxigenoteràpia
- Suport respiratori

1. Pressió positiva contínua de les vies respiratòries (en anglès: Continuous Positive Airway Pressure o CPAP)[6]
2. Ventilació mecànica

### Tractament complementari
- Control de temperatura
- Restricció de líquids
- Manipulació mínima[7]

## Complicacions

### Agudes
- Fuites d'aire
- Infecció
- Hemorràgia intracranial
- Problemes cardíacs

### A llarg termini
- Displàsia broncopulmonar
- Problemes relacionats amb la prematuritat: deteriorament del desenvolupament neurològic i retinopatia de prematuritat.[8][9]